# Белградська автобусна станція
Белградська автобусна станція (серб. Београдска аутобуска станица) — найбільший пасажирський автовокзал в Сербії, який складається з автобусного парку і двох автобусних терміналів. Знаходиться в общині Савскі-Венац округу Белград.

## Будівництво вокзалу
Офіційною датою заснування вокзалу є 3 березня 1966 року, він будувався протягом декількох років для великої автобусної кампанії «Ласта», яка на той момент здійснювала перевезення не тільки по території Югославії, але і в деякі інші країни південно-східної Європи. Було побудовано вокзальну будівлю, 40 перонів для посадки і висадки пасажирів, під'їзд до перонів, 40 квиткових кас, влаштовано кол-центр, пункт загального харчування, 100 місць для паркування автобусів, дві автомийки, заправочна станція.

## Послуги станції
Белградська автобусна станція надає транспортні послуги, займається перевезенням пасажирів за міжміськими та міжнародними напрямками: має маршрути в усі основні міста Сербії, охоплює всі країни, які входили до складу Югославії і 17 найближчих європейських країн, в тому числі Німеччину, Австрію, Францію, Нідерланди, Бельгію, Швейцарію, Болгарію, Грецію, Італію, Угорщину, Чехію, Данію, Швецію та інші. Виконує спеціальні замовлення клієнтів, як то, туристичні подорожі з екскурсіями, організацію оглядових турів, доставку спортивних команд на змагання, транспортування співробітників комерційних компаній на ділові зустрічі і семінари.

### Особливості експлуатації
Щоб скористатися послугами вокзалу, клієнти повинні купувати квитки і паперові купони в розміщених на вокзалі квиткових касах, вони пред'являються контролеру при посадці в автобус. З причини частих випадків крадіжки і шахрайства, територія вокзалу повністю обгороджена парканом — в середину допускаються лише клієнти з квитками, тоді як проважаючі повинні залишатись поза огорожею. В зв'язку з цим в квиткових касах, разом з квитком, пасажири отримують спеціальний металічний жетон, який треба вкинути в розміщений на вході до перону монетоприйомник.
Щоденно 700 автобусів БАС перевозять більше 10 000 пасажирів.